# 미국 올림픽 패럴림픽 위원회
미국 올림픽 패럴림픽 위원회(영어: United States Olympic & Paralympic Committee, 약칭 USOPC)는 미국을 대표하는 국가 올림픽 위원회이자 국가 패럴림픽 위원회이다. IOC 코드는 USA이다. 본부는 콜로라도주 콜로라도스프링스에 있으며 범아메리카 스포츠 기구에 소속되어 있다. 올림픽, 패럴림픽, 팬아메리칸 게임을 비롯한 국제 스포츠 대회에 참가하는 미국의 선수들을 대표한다. 39개 국가 하계 스포츠 종목 연맹과 8개 국가 동계 스포츠 종목 연맹이 소속되어 있으며 미국의 스포츠 발전을 담당한다.

## 역사
1894년에 설립되었으며 같은 해에 국제 올림픽 위원회의 승인을 받았다. 설립 당시에는 미국 올림픽 위원회(United States Olympic Committee, 약칭 USOC)라는 이름을 사용했다. 2001년에는 미국의 국가 패럴림픽 위원회에 해당하는 산하 조직인 미국 패럴림픽 위원회(U.S. Paralympics)가 창설되었고 2019년 6월 20일을 기해 미국 올림픽·패럴림픽 위원회(United States Olympic & Paralympic Committee)로 변경했다.

## 사진

USOPC 로고
미국 패럴림픽 위원회 로고

## 같이 보기
- 올림픽 미국 선수단